# Émilie Gaveaux-Sabatier
Émilie-Perrine-Suzanne Bénazet, dite Mme Gaveaux-Sabatier, est une soprano lyrique française, née à Paris (ancien 4e arrondissement) le 7 juillet 1820 et décédée à Paris 9e le 11 octobre 1896.

## Biographie et carrière
Elle débuta en 1842 et fit une carrière de chanteuse dans les concerts et les salons. Reyer la surnomma « La fauvette des salons » et lui dédia une de ses premières mélodies, Romance-boléro, publiée en 1847. Saint-Saëns fit de même avec sa mélodie Rêverie, en 1851. Elle se produisit une ou deux fois à Londres et se consacra avec succès à l’enseignement.
En premières noces, elle a épousé le 22 avril 1839 Louis-François Sabatier, avocat au Ministère de l’Intérieur. Devenue veuve, elle épousa en secondes noces, le 10 mars 1849, Alexandre Yves Gaveaux, ingénieur mécanicien à qui l’imprimerie doit la première presse à grand tirage. Ce dernier décédera en novembre 1885. 
Elle obtient un franc succès dans les salons où elle interprète, souvent en création, des arias ou des mélodies, dont beaucoup sont composées pour elle. Henri Blanchard, à propos d'un concert le 22 avril 1852, fait sur la chanteuse ce compliment : "Pour Mme Gaveaux-Sabalier, ce n'est pas seulement de la galanterie et de justes applaudissements, c'est de la sympathie entre la bénéficiaire et son public, car elle peut dire mon public dans tous les concerts où elle se fait entendre".
Le 25 avril 1858, au côté de l’acteur Pierre Levassor (1808-1870), elle crée à la salle Herz une composition de Félix Godefroid, A deux pas du bonheur, « proverbe lyrique de salon en un acte» sur des paroles de Léocadie-Aimée de Beauvoir (1823-1859).
En mai 1857, elle reçoit  même l’hommage d’Hector Berlioz : «  On a surtout applaudi un quintette fort bien écrit pour deux violons, alto et deux violoncelles, un charmant adagio pour quatre violoncelles, et un lied, très bien chanté par Mme Gaveaux-Sabatier, intitulé Gondoline, dont les paroles sont de M. Jules Beer, neveu de M. Meyerbeer ». Elle fut nommée officier d’Académie en 1889 pour son activité d’enseignement privé.

## Œuvres dédiées
- À deux pas du bonheur, proverbe lyrique de Félix Godefroid, chantée le 25 avril 1855, salle Herz[6],[7].
- Gondoline, d'Edmond Membré[8].
- L’Oiseau, mélodie de Franz Lachner[9].
- Rêverie, mélodie de Camille Saint-Saëns, sur des paroles de Victor Hugo[10].
- Rien au lendemain, mélodie de G. Greive sur des paroles d’Alexandre Flan[11].
- Romance-Boléro, mélodie d'Ernest Reyer.
- La Petite chevrière, mélodie de Pauline Viardot sur des paroles anonymes, probablement écrites par Ivan Tourgueniev.

## Iconographie
- Portrait de Gaveaux-Sabatier par Marie-Alexandre Alophe, lithographie[12].

## Sources
- Marc Honneger, Dictionnaire de la musique, Paris, Bordas, 1986 ; rééd. 1993.  (ISBN 2-04-019973-X)
- Joel-Marie Fauquet, Dictionnaire de la musique en France au XIXe siècle, Paris, Fayard, 2003.  (ISBN 2-213-59316-7)
- Obituaire du Musical Times, 1er novembre 1896.
- Guide Musical, 25 oct. 1896, p. 698.
- Kurt Ganzl, Victorian Vocalists, p. 260-264.
- Henri Blanchard, "Auditions musicales", Revue et gazettes musicales de Paris, 1852, 19e année, p. 132-133.